# Puchar Panamerykański w Piłce Siatkowej Kobiet 2015
Puchar Panamerykański w Piłce Siatkowej Kobiet – 14. edycja turnieju siatkarskiego kobiet, rozgrywana od 13 do 21 czerwca 2015 roku. Gospodarzem turnieju było Peru, drużyny rywalizowały w Limie i Callao. W turnieju udział brało 12 reprezentacji podzielonych na dwie grupy.

## Drużyny uczestniczące
| Grupa A                                                         | Grupa B                                      |
| --------------------------------------------------------------- | -------------------------------------------- |
| Argentyna Kolumbia Kostaryka Meksyk Portoryko Stany Zjednoczone | Brazylia Kanada Kuba Dominikana Peru Urugwaj |

## Faza grupowa
awans do półfinałów
     awans do ćwierćfinałów

### Grupa A
Tabela
| Lp. | Drużyna           | Mecze | Mecze | Mecze | Pkt | Małe punkty | Małe punkty | Małe punkty | Sety | Sety | Sety   |
| Lp. | Drużyna           | M     | W     | P     | Pkt | zdob.       | str.        | ratio       | wyg. | prz. | ratio  |
| --- | ----------------- | ----- | ----- | ----- | --- | ----------- | ----------- | ----------- | ---- | ---- | ------ |
| 1   | Stany Zjednoczone | 5     | 5     | 0     | 24  | 173         | 123         | 1.407       | 15   | 1    | 15.000 |
| 2   | Argentyna         | 5     | 4     | 1     | 15  | 174         | 129         | 1.349       | 12   | 8    | 1.500  |
| 3   | Portoryko         | 5     | 3     | 2     | 17  | 146         | 159         | 0.918       | 11   | 6    | 1.833  |
| 4   | Kolumbia          | 5     | 2     | 3     | 13  | 122         | 108         | 1.130       | 9    | 9    | 1.000  |
| 5   | Meksyk            | 5     | 1     | 4     | 6   | 137         | 172         | 0.797       | 4    | 12   | 0.333  |
| 6   | Kostaryka         | 5     | 0     | 5     | 0   | 86          | 152         | 0.566       | 0    | 15   | 0.000  |

Źródło: NORCECA
Punktacja: 3:0 – 5 pkt, 3:1 – 4 pkt, 3:2 – 3 pkt, 2:3 – 2 pkt, 1:3 – 1 pkt, 0:3 – 0 pkt
Zasady ustalania kolejności: 1. liczba zwycięstw, 2. liczba punktów, 3. stosunek małych punktów, 4. stosunek setów, 5. bilans w bezpośrednich meczach
| Data  | Godz. | Drużyna 1         | Wynik | Drużyna 2         | 1     | 2     | 3     | 4     | 5     | Widzów | * |
| ----- | ----- | ----------------- | ----- | ----------------- | ----- | ----- | ----- | ----- | ----- | ------ | - |
| 13.06 | 15:00 | Argentyna         | 3:0   | Kostaryka         | 25:14 | 25:14 | 27:25 |       |       | 150    |   |
| 13.06 | 17:00 | Meksyk            | 0:3   | Kolumbia          | 20:25 | 21:25 | 20:25 |       |       | 200    |   |
| 13.06 | 19:00 | Stany Zjednoczone | 3:0   | Portoryko         | 25:22 | 25:12 | 25:18 |       |       | 300    |   |
| 14.06 | 15:00 | Kolumbia          | 1:3   | Stany Zjednoczone | 21:25 | 9:25  | 25:23 | 16:25 |       | 75     |   |
| 14.06 | 17:00 | Kostaryka         | 0:3   | Portoryko         | 9:25  | 14:25 | 10:25 |       |       | 150    |   |
| 14.06 | 19:00 | Argentyna         | 3:1   | Meksyk            | 25:20 | 25:13 | 22:25 | 25:18 |       | 200    |   |
| 15.06 | 15:00 | Stany Zjednoczone | 3:0   | Kostaryka         | 25:11 | 25:9  | 25:5  |       |       | 50     |   |
| 15.06 | 17:00 | Kolumbia          | 2:3   | Argentyna         | 25:20 | 19:25 | 25:20 | 18:25 | 12:15 | 100    |   |
| 15.06 | 19:00 | Portoryko         | 3:0   | Meksyk            | 25:20 | 26:24 | 25:22 |       |       | 100    |   |
| 16.06 | 15:00 | Kostaryka         | 0:3   | Kolumbia          | 18:25 | 23:25 | 14:25 |       |       | 50     |   |
| 16.06 | 17:00 | Meksyk            | 0:3   | Stany Zjednoczone | 13:25 | 17:25 | 17:25 |       |       | 100    |   |
| 16.06 | 19:00 | Portoryko         | 2:3   | Argentyna         | 22:25 | 20:25 | 25:22 | 25:22 | 10:15 | 100    |   |
| 17.06 | 15:00 | Meksyk            | 3:0   | Kostaryka         | 25:15 | 25:20 | 25:20 |       |       | 50     |   |
| 17.06 | 17:00 | Kolumbia          | 0:3   | Portoryko         | 22:25 | 16:25 | 21:25 |       |       | 125    |   |
| 17.06 | 19:00 | Argentyna         | 0:3   | Stany Zjednoczone | 18:25 | 18:25 | 11:25 |       |       | 100    |   |

### Grupa B
Tabela
| Lp. | Drużyna    | Mecze | Mecze | Mecze | Pkt | Małe punkty | Małe punkty | Małe punkty | Sety | Sety | Sety  |
| Lp. | Drużyna    | M     | W     | P     | Pkt | zdob.       | str.        | ratio       | wyg. | prz. | ratio |
| --- | ---------- | ----- | ----- | ----- | --- | ----------- | ----------- | ----------- | ---- | ---- | ----- |
| 1   | Dominikana | 5     | 5     | 0     | 21  | 15          | 4           | 3.750       | 172  | 115  | 1.496 |
| 2   | Kuba       | 5     | 4     | 1     | 19  | 13          | 5           | 2.600       | 173  | 137  | 1.263 |
| 3   | Kanada     | 5     | 3     | 2     | 13  | 9           | 8           | 1.125       | 183  | 165  | 1.109 |
| 4   | Brazylia   | 5     | 2     | 3     | 16  | 12          | 9           | 1.333       | 201  | 206  | 0.976 |
| 5   | Peru       | 5     | 1     | 4     | 6   | 4           | 12          | 0.333       | 146  | 172  | 0.849 |
| 6   | Urugwaj    | 5     | 0     | 5     | 0   | 0           | 15          | 0.000       | 70   | 150  | 0.467 |

Źródło: NORCECA
Punktacja: 3:0 – 5 pkt, 3:1 – 4 pkt, 3:2 – 3 pkt, 2:3 – 2 pkt, 1:3 – 1 pkt, 0:3 – 0 pkt
Zasady ustalania kolejności: 1. liczba zwycięstw, 2. liczba punktów, 3. stosunek małych punktów, 4. stosunek setów, 5. bilans w bezpośrednich meczach
| Data  | Godz. | Drużyna 1  | Wynik | Drużyna 2  | 1     | 2     | 3     | 4     | 5     | Widzów | * |
| ----- | ----- | ---------- | ----- | ---------- | ----- | ----- | ----- | ----- | ----- | ------ | - |
| 13.06 | 14:30 | Dominikana | 3:0   | Urugwaj    | 25:10 | 25:14 | 25:8  |       |       | 500    |   |
| 13.06 | 17:00 | Peru       | 0:3   | Kuba       | 21:25 | 20:25 | 22:25 |       |       | 2000   |   |
| 13.06 | 19:30 | Brazylia   | 2:3   | Kanada     | 25:15 | 14:25 | 25:15 | 26:28 | 9:15  | 2500   |   |
| 14.06 | 14:00 | Kanada     | 3:0   | Urugwaj    | 25:16 | 25:9  | 25:13 |       |       | 500    |   |
| 14.06 | 16:30 | Kuba       | 3:2   | Brazylia   | 25:15 | 25:23 | 20:25 | 22:25 | 16:14 | 2000   |   |
| 14.06 | 19:00 | Peru       | 1:3   | Dominikana | 18:25 | 20:25 | 25:22 | 20:25 |       | 3500   |   |
| 15.06 | 14:00 | Brazylia   | 3:0   | Urugwaj    | 25:15 | 25:13 | 25:14 |       |       | 250    |   |
| 15.06 | 16:30 | Kuba       | 1:3   | Dominikana | 27:25 | 14:25 | 22:25 | 21:25 |       | 750    |   |
| 15.06 | 19:00 | Peru       | 0:3   | Kanada     | 18:25 | 21:25 | 15:25 |       |       | 1000   |   |
| 16.06 | 14:00 | Kuba       | 3:0   | Urugwaj    | 25:16 | 25:5  | 25:20 |       |       | 150    |   |
| 16.06 | 16:30 | Dominikana | 3:0   | Kanada     | 25:19 | 25:22 | 26:24 |       |       | 750    |   |
| 16.06 | 19:00 | Peru       | 0:3   | Brazylia   | 28:30 | 20:25 | 20:25 |       |       | 2500   |   |
| 17.06 | 14:00 | Kanada     | 0:3   | Kuba       | 21:25 | 20:25 | 20:25 |       |       | 300    |   |
| 17.06 | 16:30 | Dominikana | 3:2   | Brazylia   | 16:25 | 18:25 | 25:17 | 25:16 | 15:10 | 600    |   |
| 17.06 | 19:00 | Peru       | 3:0   | Urugwaj    | 25:12 | 25:8  | 25:10 |       |       | 2000   |   |

## Faza finałowa

### Mecz o 11 miejsce
| Data  | Godz. | Drużyna 1 | Wynik | Drużyna 2 | 1     | 2     | 3     | 4     | 5 | Widzów | * |
| ----- | ----- | --------- | ----- | --------- | ----- | ----- | ----- | ----- | - | ------ | - |
| 19.06 | 14:00 | Kostaryka | 3:1   | Urugwaj   | 22:25 | 25:21 | 25:18 | 25:21 |   | 50     |   |

### Mecze o miejsca 7-10
| Data  | Godz. | Drużyna 1 | Wynik | Drużyna 2 | 1     | 2     | 3     | 4     | 5     | Widzów | * |
| ----- | ----- | --------- | ----- | --------- | ----- | ----- | ----- | ----- | ----- | ------ | - |
| 19.06 | 16:30 | Brazylia  | 3:0   | Meksyk    | 25:19 | 25:17 | 25:21 |       |       | 150    |   |
| 19.06 | 19:00 | Kolumbia  | 3:2   | Peru      | 19:25 | 23:25 | 25:20 | 25:23 | 15:11 | 600    |   |

### Mecz o 9 miejsce
| Data  | Godz. | Drużyna 1 | Wynik | Drużyna 2 | 1     | 2     | 3     | 4     | 5     | Widzów | * |
| ----- | ----- | --------- | ----- | --------- | ----- | ----- | ----- | ----- | ----- | ------ | - |
| 20.06 | 17:00 | Meksyk    | 2:3   | Peru      | 22:25 | 25:20 | 20:25 | 25:18 | 15:17 | 1000   |   |

### Mecze o miejsca 5-8
| Data  | Godz. | Drużyna 1 | Wynik | Drużyna 2 | 1     | 2     | 3     | 4     | 5 | Widzów | * |
| ----- | ----- | --------- | ----- | --------- | ----- | ----- | ----- | ----- | - | ------ | - |
| 20.06 | 17:00 | Kolumbia  | 1:3   | Kanada    | 20:25 | 25:17 | 19:25 | 9:25  |   | 75     |   |
| 20.06 | 19:00 | Brazylia  | 1:3   | Portoryko | 25:19 | 9:25  | 21:25 | 21:25 |   | 150    |   |

### Mecz o 7 miejsce
| Data  | Godz. | Drużyna 1 | Wynik | Drużyna 2 | 1     | 2     | 3     | 4 | 5 | Widzów | * |
| ----- | ----- | --------- | ----- | --------- | ----- | ----- | ----- | - | - | ------ | - |
| 21.06 | 15:00 | Kolumbia  | 0:3   | Brazylia  | 22:25 | 23:25 | 15:25 |   |   | 50     |   |

### Mecz o 5 miejsce
| Data  | Godz. | Drużyna 1 | Wynik | Drużyna 2 | 1     | 2     | 3     | 4     | 5 | Widzów | * |
| ----- | ----- | --------- | ----- | --------- | ----- | ----- | ----- | ----- | - | ------ | - |
| 21.06 | 17:00 | Kanada    | 3:1   | Portoryko | 25:21 | 25:23 | 20:25 | 25:23 |   | 100    |   |

### Ćwierćfinały
| Data  | Godz. | Drużyna 1 | Wynik | Drużyna 2 | 1     | 2     | 3     | 4     | 5     | Widzów | * |
| ----- | ----- | --------- | ----- | --------- | ----- | ----- | ----- | ----- | ----- | ------ | - |
| 19.06 | 16:00 | Argentyna | 3:1   | Kanada    | 25:20 | 25:20 | 23:25 | 25:21 |       | 150    |   |
| 19.06 | 18:00 | Kuba      | 3:2   | Portoryko | 25:19 | 23:25 | 29:27 | 23:25 | 16:14 | 500    |   |

### Półfinały
| Data  | Godz. | Drużyna 1         | Wynik | Drużyna 2 | 1     | 2     | 3     | 4     | 5 | Widzów | * |
| ----- | ----- | ----------------- | ----- | --------- | ----- | ----- | ----- | ----- | - | ------ | - |
| 20.06 | 14:30 | Stany Zjednoczone | 3:0   | Kuba      | 25:17 | 25:20 | 25:22 |       |   | 400    |   |
| 20.06 | 19:00 | Dominikana        | 3:1   | Argentyna | 25:23 | 25:20 | 23:25 | 25:21 |   | 1250   |   |

### Mecz o 3 miejsce
| Data  | Godz. | Drużyna 1 | Wynik | Drużyna 2 | 1     | 2     | 3     | 4 | 5 | Widzów | * |
| ----- | ----- | --------- | ----- | --------- | ----- | ----- | ----- | - | - | ------ | - |
| 21.06 | 17:00 | Kuba      | 0:3   | Argentyna | 23:25 | 23:25 | 20:25 |   |   | 250    |   |

### Finał
| Data  | Godz. | Drużyna 1         | Wynik | Drużyna 2  | 1     | 2     | 3     | 4 | 5 | Widzów | * |
| ----- | ----- | ----------------- | ----- | ---------- | ----- | ----- | ----- | - | - | ------ | - |
| 21.06 | 19:00 | Stany Zjednoczone | 3:0   | Dominikana | 25:20 | 25:20 | 25:15 |   |   | 1250   |   |

## Klasyfikacja końcowa
| Miejsce | Reprezentacja     |
| ------- | ----------------- |
| złoto   | Stany Zjednoczone |
| srebro  | Dominikana        |
| brąz    | Argentyna         |
| 4.      | Kuba              |
| 5.      | Kanada            |
| 6.      | Portoryko         |
| 7.      | Brazylia          |
| 8.      | Kolumbia          |
| 9.      | Peru              |
| 10.     | Meksyk            |
| 11.     | Kostaryka         |
| 12.     | Urugwaj           |

## Nagrody indywidualne
| MVP            | Najlepsza punktująca | Najlepsza rozgrywająca | Najlepsze skrzydłowe          | Najlepsza atakująca | Najlepsza zagrywająca | Najlepsze środkowe        | Najlepsza libero | Najlepsza broniąca | Najlepsza przyjmująca |
| -------------- | -------------------- | ---------------------- | ----------------------------- | ------------------- | --------------------- | ------------------------- | ---------------- | ------------------ | --------------------- |
| Krista Vansant | Melissa Vargas       | Carli Lloyd            | Krista Vansant Melissa Vargas | Angela Leyva        | Melissa Vargas        | Alena Orta Lucille Charuk | Brenda Castillo  | Brenda Castillo    | Brenda Castillo       |